# Povodje, Vodice
Povodje je naselje v občini Vodice.